# Tomaso Tommasi di Vignano
Tomaso Tommasi di Vignano (Brescia, 1947) è un dirigente pubblico italiano, che è stato per oltre 20 anni presidente del Gruppo Hera, dalla nascita di Hera spa nel novembre 2002 fino al 27 aprile 2023, scadenza naturale del suo ultimo mandato..
Laureato in Giurisprudenza, Tommasi di Vignano inizia la sua attività professionale alla SIP nella gestione del personale. Nel 1989 assume la responsabilità delle risorse umane, circa 90.000 dipendenti.
Dal 1992 al 1994 è amministratore delegato di Iritel, con il compito di procedere alla fusione con SIP e dare vita così a Telecom Italia. Nella nuova azienda svolge ruoli di responsabilità nel dipartimento internazionale e rapporti con i clienti. Ricopre il ruolo di amministratore delegato della STET e quando questa, nel 1997, si fonde con Telecom Italia ricopre analogo incarico nell'azienda di telecomunicazioni. Rimane al vertice della società durante il periodo di privatizzazione.
Dal 1999 al 2002 è stato amministratore delegato di Acegas - Aps, società multiutility municipalizzata di Trieste, di cui è divenuto poi vicepresidente.